# Diervilla
Die Gattung Diervilla Mill., auch Buschgeißblätter, Amerikanische Weigelien oder Schein-Weigelien genannt, umfasst drei Arten sommergrüner Sträucher, die alle im östlichen Nordamerika beheimatet sind. Der Gattungsname ehrt den französischen Arzt und Botaniker Marin Dières Sieur de Dièreville (1653 – 1738), der 1700 von einem Forschungsaufenthalt in Nordamerika Kanadische Buschgeißblätter für den königlichen Heilpflanzengarten in Paris mitbrachte und damit die ersten Pflanzen aus dieser Gattung nach Europa einführte.
Die Gattung Diervilla bildet zusammen mit der Gattung der im nördlichen Ostasien heimischen Weigelien (Weigela Thunb.) die disjunkte Unterfamilie Diervilloideae, die wiederum der Familie der Geißblattgewächse angehört.

## Beschreibung
Die Diervilla-Arten bilden breitwüchsige, dichtbuschige Sträucher mit aufrechtem oder leicht überhängendem Wuchs. In der Regel erreichen sie eine Höhe und einen Durchmesser von einem bis eineinhalb Metern. Sie sind Herzwurzler und bilden moderat unterirdische Ausläufer. Die jungen Triebe haben einen viereckigen Querschnitt, älteres Holz einen runden. Das Laub ist sommergrün mit einfachen, gegenständig angeordneten Blättern. Die rund 5 – 18 Zentimeter langen Blätter haben eine eilanzettliche Form, sind gezähnt und vorne zugespitzt. Die Herbstfärbung variiert zwischen gelb, orange und rot.
Die Blüten bilden sich am diesjährigen Holz, sind in der Regel schwefelgelb und verfärben sich beim Verwelken meist rötlich. Die Blütenstände sind 3- oder 5-blütige achsel- oder endständige Rispen. Die Blütenkrone der 1 – 2 cm langen, trompetenförmigen Blüten besteht aus fünf miteinander verwachsenen, behaarten Kronblättern, die eine dreilappige Unterlippe und eine zweilappige Oberlippe bilden. Der Griffel und die fünf Staubblätter ragen aus der Blütenkrone heraus. Die Früchte sind schlanke, holzige Kapseln, die viele kleine, glänzende Samen enthalten und bis zu zwei Jahre am Strauch hängen bleiben, bevor sie sich auflösen. Zumindest die Art Diervilla lonicera ist als selbststeril bekannt, benötigt also für eine erfolgreiche Befruchtung den Pollen einer anderen, genetisch nicht identischen Pflanze der eigenen Art (oder einer der anderen Diervilla-Arten).

## Arten
| Bilder | Namen | Beschreibung |
| ------ | --- | --- |
|        | botanisch: Diervilla lonicera deutsch: Kanadisches Buschgeißblatt englisch: northern bush honeysuckle, low bush honeysuckle, dwarf bush honeysuckle, yellow-flowered upright honeysuckle | Dieser in der Osthälfte der USA und Kanadas heimische Wildstrauch ist erkennbar an den unbehaarten Trieben, den ausgeprägten Blattstielen und den im Querschnitt fast quadratischen Stängeln. Gefährdung: phänologische Daten:                                           |
|        | botanisch: Diervilla sessilifolia deutsch: Stielloses Buschgeißblatt englisch: southern bush honeysuckle                                                                                 | Dieser Wildstrauch ist heimisch in den Great Smoky Mountains und anderen Teilen der südlichen Appalachen, in Tennessee und North Carolina. Charakteristisch und namensgebend sind die stiellos direkt an den Trieben sitzenden Blätter. Gefährdung: phänologische Daten: |
|        | botanisch: Diervilla rivularis deutsch: Bach-Buschgeißblatt englisch: mountain bush honeysuckle, Georgia bush honeysuckle, hairy bush honeysuckle                                        | Dieser nur in den südlichen Appalachen, in Georgia, Tennessee und Alabama vorkommende Wildstrauch ist die seltenste der drei Diervilla-Arten. Erkennungsmerkmal sind die deutlich behaarten jungen Triebe und Blattunterseiten. Gefährdung: phänologische Daten:         |

## Geschichte der botanischen Einordnung und anthropogenen Verbreitung
Der Gattungsname ehrt den französischen Arzt und Botaniker Marin Dières Sieur de Dièreville (1653 – 1738), der während eines einjährigen Forschungsaufenthaltes im ehemaligen französischen Kolonialgebiet Akadien auch Pflanzen für den königlichen Heilpflanzengarten „Jardin du Roi“ in Paris sammelte und bei seiner Rückkehr 1700 einige Kanadische Buschgeißblatt-Pflanzen (Diervilla lonicera) mit nach Europa brachte und damit die ersten Pflanzen aus dieser Gattung nach Europa einführte.
Der Ordinarius des Botanik-Lehrstuhls am „Jardin du Roi“ Joseph Pitton de Tournefort nutzte die von Dièreville mitgebrachten Kanadischen Buschgeißblätter als Grundlage für eine 1706 herausgegebene erste botanische Beschreibung und gab ihnen den Namen Diervilla. Der Botaniker und Hauptgärtner Philip Miller des Chelsea Physic Garden in London kultivierte ab 1739 die Kanadischen Buschgeißblätter und veröffentlichte 1754 in seinem Gardeners Dictionary die erste akzeptierte Beschreibung der Gattung Diervilla. Ebenfalls von Philip Miller stammt die botanische Beschreibung und Einordnung der Kanadischen Buschgeißblätter als Art (1768).
Das Stiellose Buschgeißblatt (Diervilla sessilifolia) wurde 1843 vom US-amerikanischen Botaniker Samuel Botsford Buckley erstbeschrieben. Über die Einführung dieser Art in Europa sind keine Aufzeichnungen bekannt. Man geht davon aus, dass sie spätestens Mitte des 19. Jahrhunderts in Europa angekommen sein muss, da sie ein Elternteil der um 1850 in Frankreich entstandenen Kreuzung Diervilla × splendens ist. Diese Kreuzung wurde vom französischen Botaniker Élie-Abel Carrière irrtümlicherweise als eine Ursprungsart angesehen und 1853 entsprechend erstbeschrieben, was 1864 vom US-amerikanischen Botaniker Georg Kirchner (1837 – 1885) richtiggestellt wurde. Die Bezeichnung Diervilla × splendens wird heute global – allerdings nicht immer konsequent – für alle Kreuzungen aus Diervilla lonicera und Diervilla sessilifolia verwendet.
Das Bach-Buschgeißblatt (Diervilla rivularis) wurde 1888 vom US-amerikanischen Botaniker und Arzt Augustin Gattinger erstbeschrieben. Die Einführung dieser Diervilla-Art in Europa ist vermutlich 1902 in Großbritannien geschehen, als Pflanzmaterial in den Royal Botanic Gardens in Kew bei London eintraf.

## Sorten
Schon die drei Ursprungsarten und erst recht die um 1850 in Frankreich entstandene Kreuzung Diervilla × splendens sind mit ihren Blütenständen und ihren jahreszeitlich wechselnden Laubfarben für das menschliche Auge attraktive Gehölze. Nachdem in der Pflanzenzucht jahrzehntelang den auffälligeren Weigelien mehr Beachtung geschenkt wurde, wurden in den 2000er-Jahren die züchterischen und gärtnerischen Potenziale der Diervilla-Arten erkannt und insbesondere in den USA intensive Zuchtaktivitäten gestartet. Aus weiteren Kreuzungen der drei Diervilla-Arten und Mutationen gingen und gehen weiterhin zahlreiche neue attraktive Selektionen hervor. Dabei standen bislang vornehmlich intensivere und ausgefallenere Laubfärbungen (z. B. panaschiert, kupfer- und bronzefarben, violett) im Fokus und nicht imposantere Blütenstände mit möglicherweise gegenüber den Ursprungsarten verminderter Insektenfreundlichkeit. Über Patenteintragungen lassen sich die wichtigsten Züchter, Zuchtbetriebe und ungefähren Markteinführungsdaten bestimmen; über die patentgeschützten Sorten hinaus gibt es zahlreiche weitere, die anderen Formen des Sortenschutzes unterliegen.

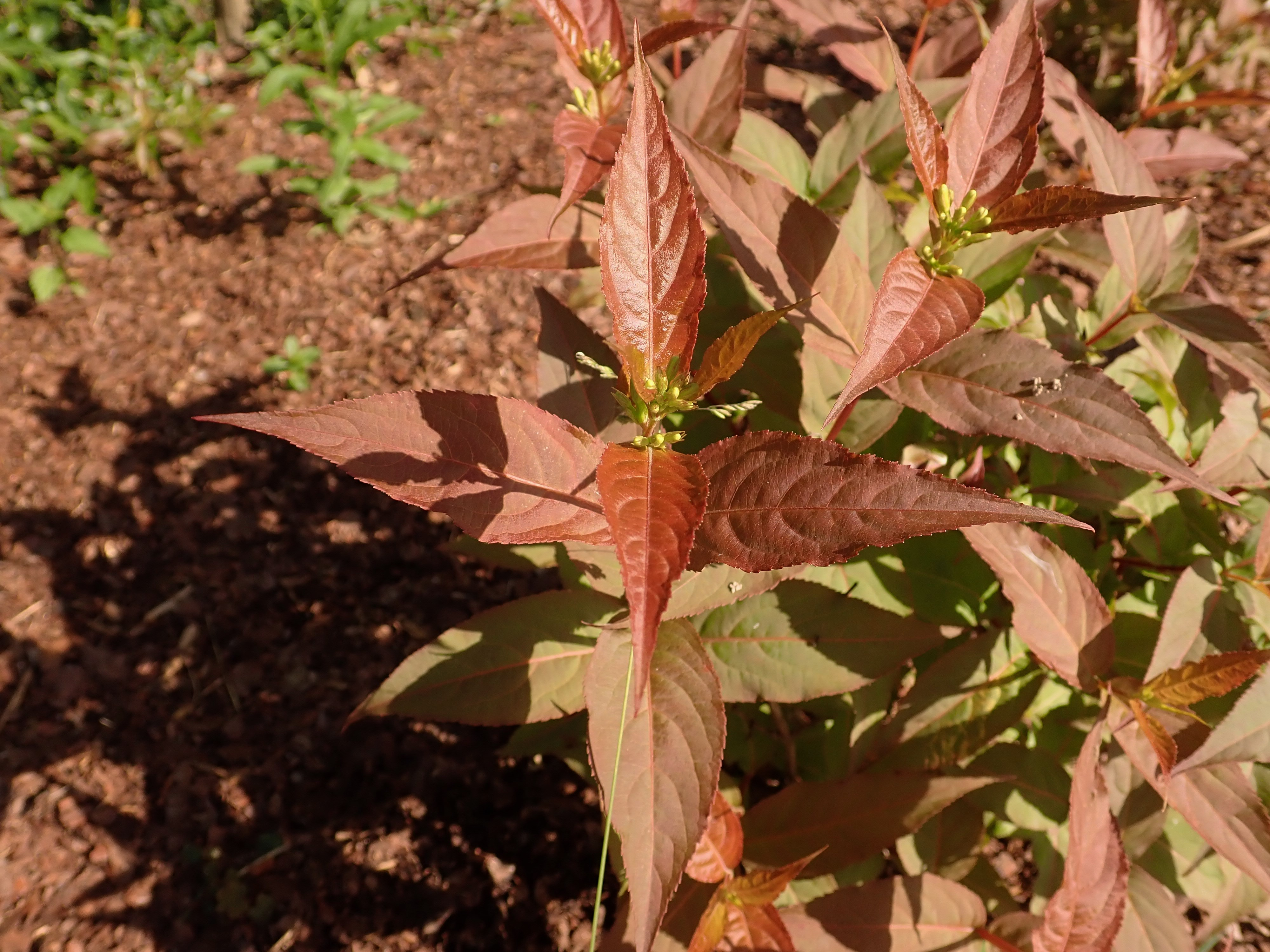
„Kodiak Black“
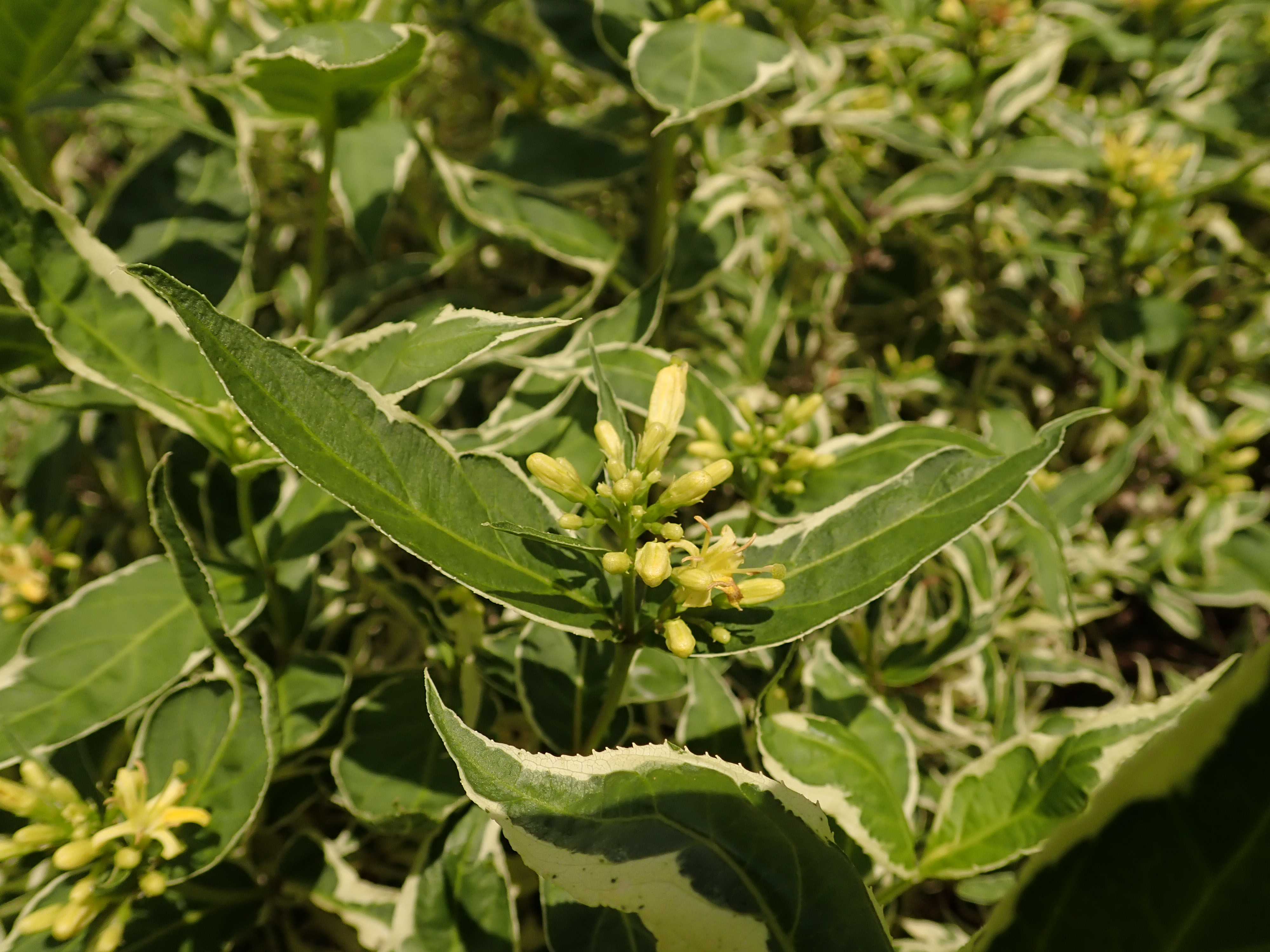
„Cool Splash“
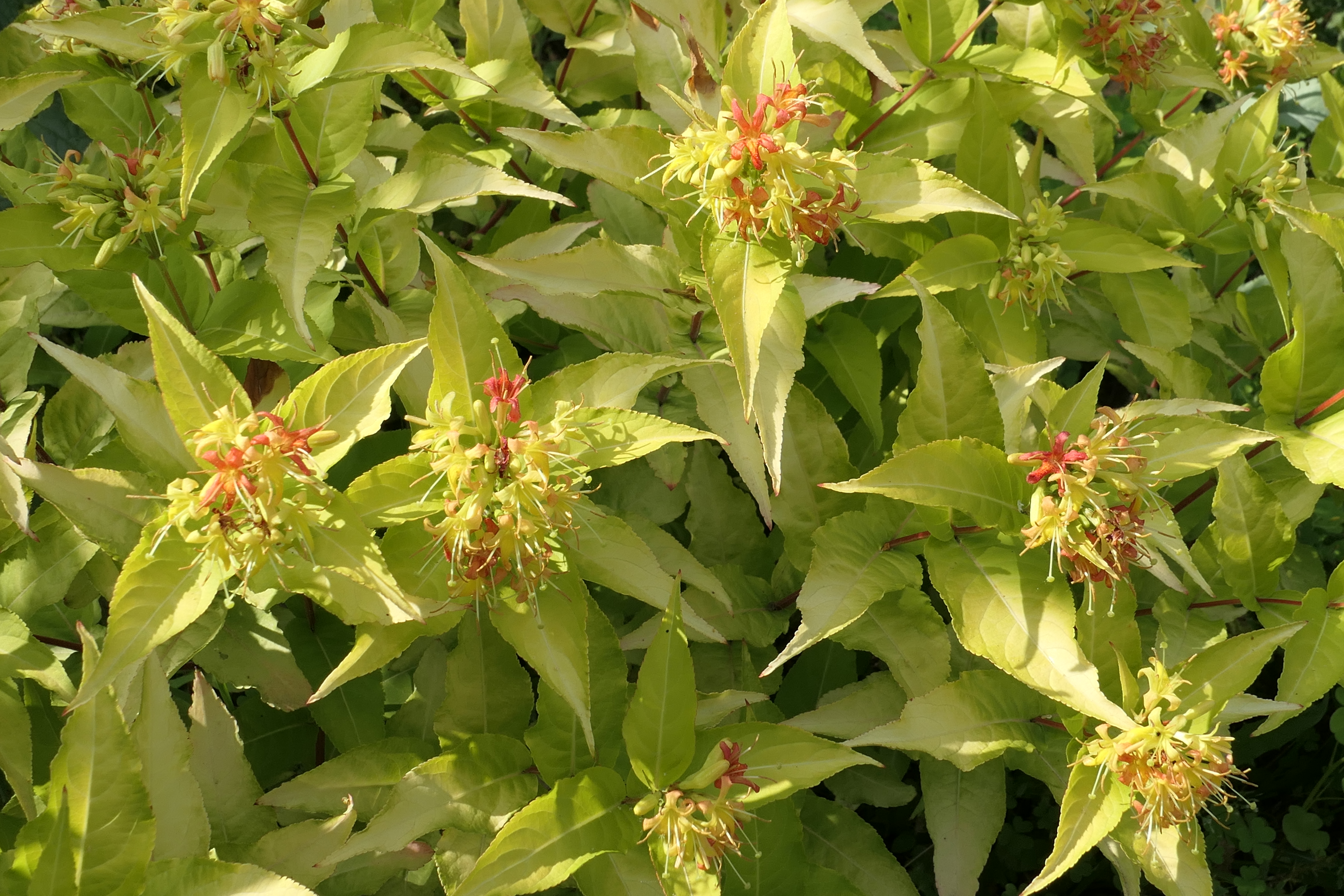
„Honeybee“
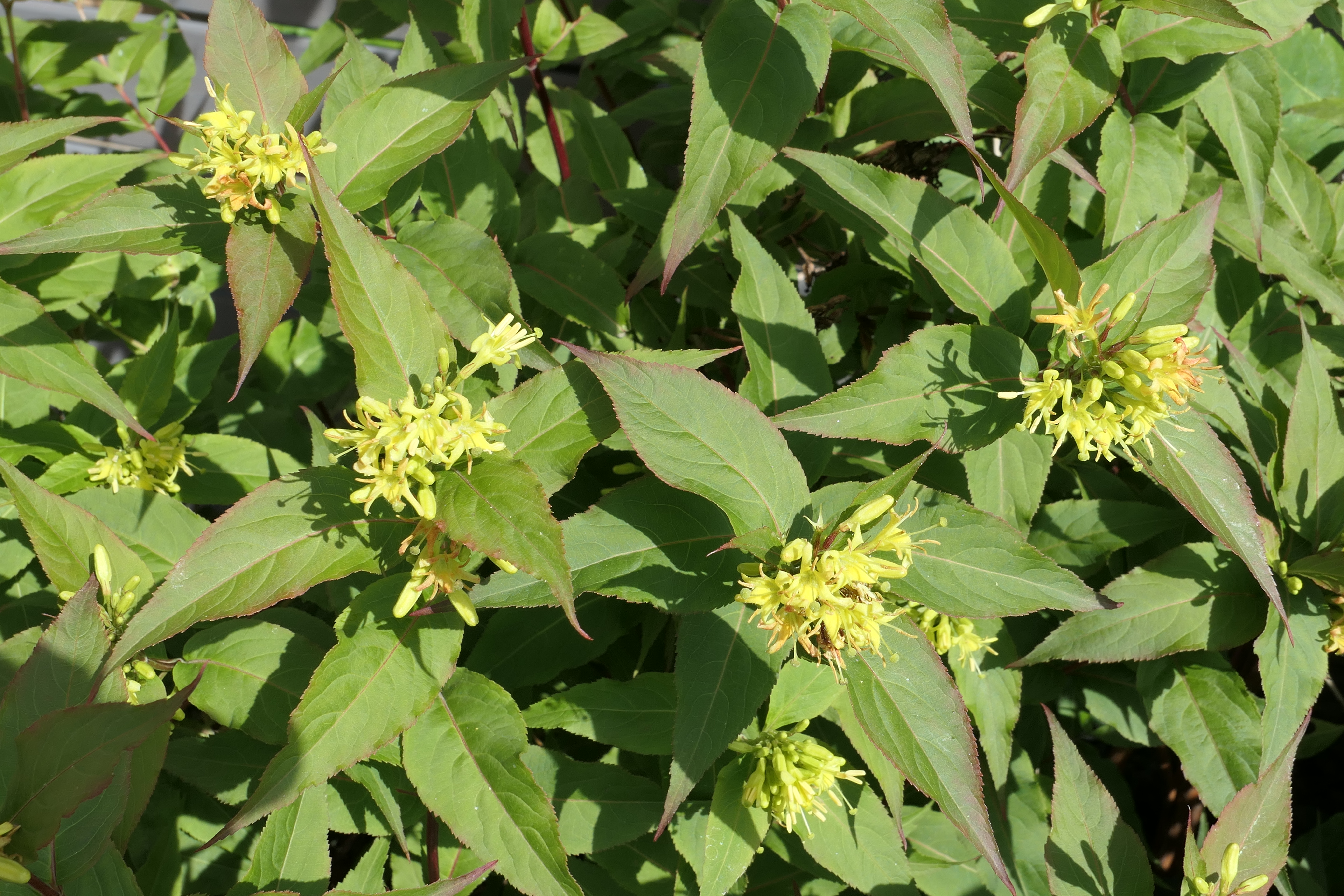
„Kodiak Red“ (in Sommerbelaubung)
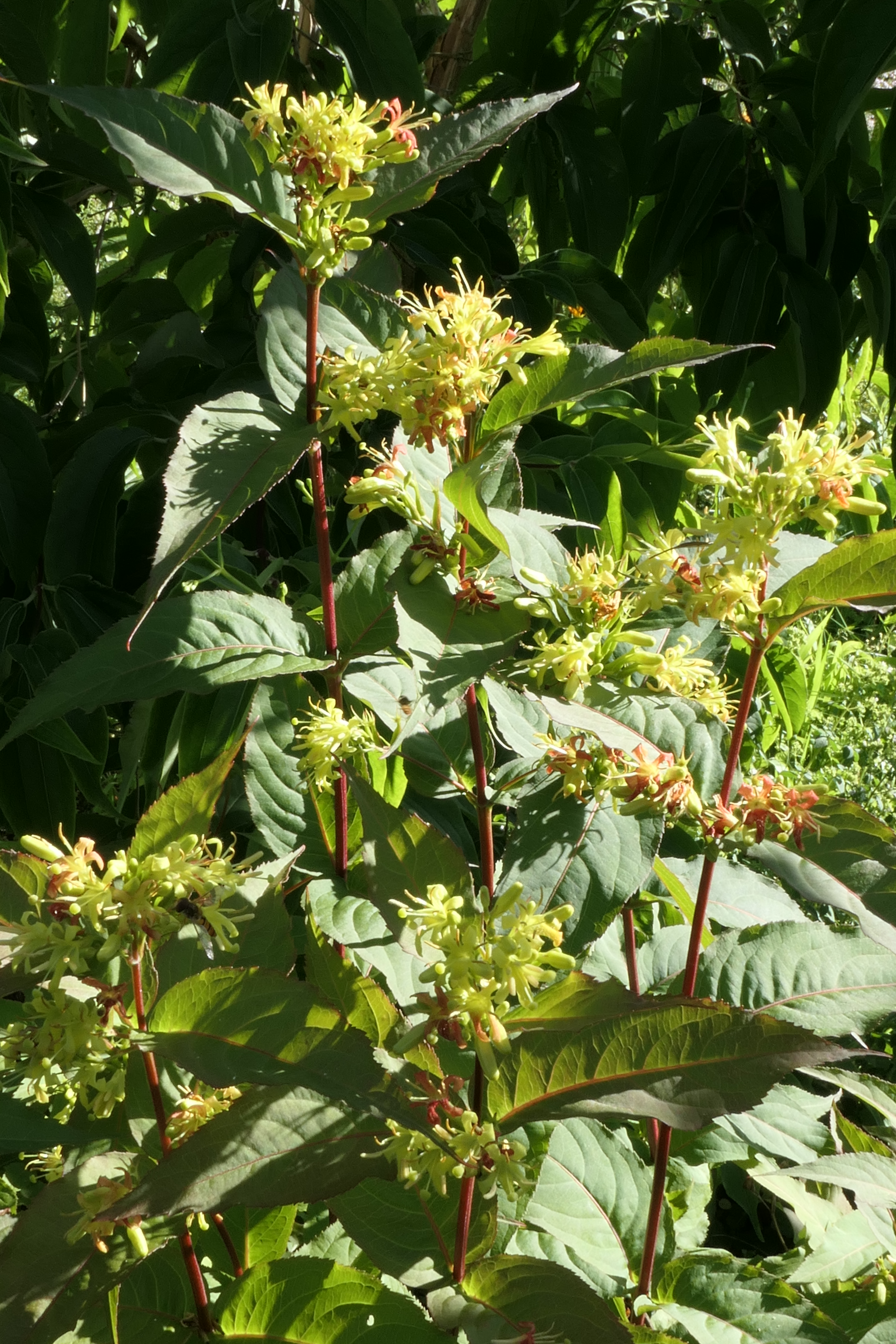
Diervilla × splendens

## Gärtnerischer Wert

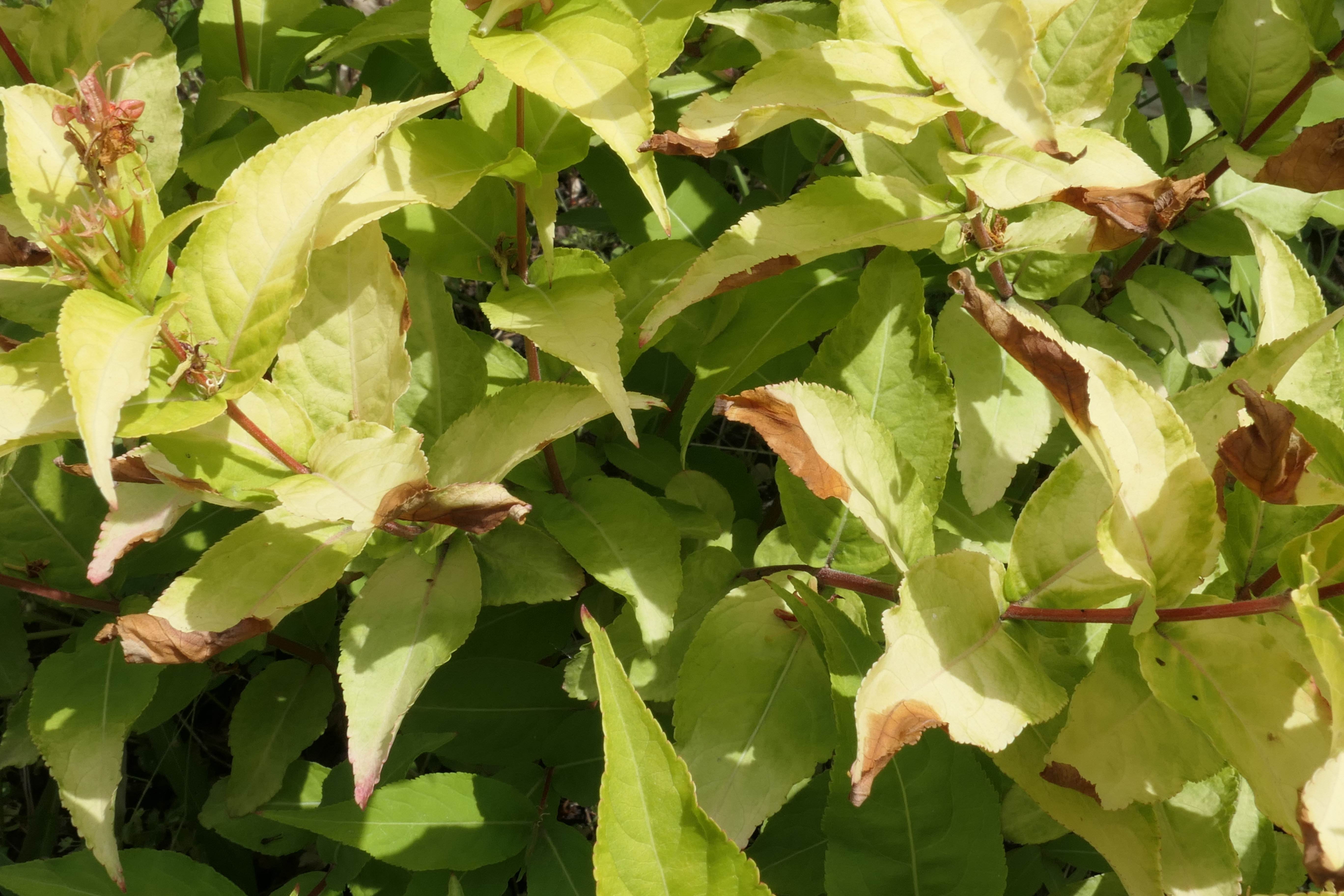
gelblaubige Sorte mit Sonnenbrand

In Informationen der Pflanzenbranche werden Diervilla-Sträucher übereinstimmend als robust, anspruchslos und sehr dekorativ beschrieben. Sie vertragen lehmige, sandige und steinige Böden, bevorzugen jedoch nährstoffreiche, gut durchlässige Böden mit einem pH-Wert von 6,0 bis 8,0. Diervilla bevorzugt mäßig trockene bis feuchte Böden und ist trockenheitstolerant, sobald sie sich etabliert hat; Staunässe sollte in jedem Fall vermieden werden. Uneinheitliche Angaben sind zu finden zur Winterhärte (für die Wildformen USDA-Klimazonen 5 oder 4, in jedem Fall bis −26 °C) und zur Toleranz gegenüber Streusalz und Salznebel.
Diervilla-Sträucher entwickeln ihre spektakulären Laubfärbungen am besten an sonnigen oder mäßig beschatteten Standorten, gedeihen aber auch im Halbschatten und eignen sich sogar zur Unterpflanzung in den Schattenbereichen großer Gehölze. Bei sehr starker Sonneneinstrahlung in Verbindung mit Trockenheit sind einige hell-/gelblaubige Sorten mittlerweile sonnenbrandgefährdet; sie werden daher idealerweise an vormittags besonnten und nachmittags teilverschatteten Standorten eingesetzt.
Diervilla-Sträucher sind insgesamt pflegeleicht: Eine Bewässerung ist nur bis zur Etablierung erforderlich. Ein Rückschnitt der Triebe um ca. ein Drittel nach der Blüte oder spätestens im nachfolgenden zeitigen Frühjahr wird empfohlen, ist aber nicht unbedingt erforderlich. Die moderat aus den unterirdischen Ausläufern sprießenden Ableger können entfernt und – falls gewünscht – zur weiteren Vermehrung und Ausbreitung an anderen Stellen wieder eingepflanzt werden. Alle Diervilla-Arten und -Sorten werden übereinstimmend als nicht invasiv beschrieben.

## Ökologischer Wert
Die Diervilla-Wildsträucher sind in ihrem ursprünglichen Verbreitungsgebiet beliebte Nahrungsquellen für eine Reihe von Tierarten. Elche beispielsweise fressen den Strauch und seine Früchte als Winterfutter, während Weißwedelhirsche die Pflanze sowohl im Sommer als auch im Winter (allerdings bevorzugt im Spätsommer) verzehren. Die Blüten sind über viele Wochen im Jahr eine wichtige Nektarquelle für Kolibris, Hummeln, Honig- und diverse Wildbienenarten sowie verschiedene Schmetterlinge wie Alfalfa Butterfly (Colias eurytheme), Peck's Skipper (Polites peckius) und Snowberry Clearwing (Hemaris diffinis). Diervilla lonicera ist die einzige bekannte Raupenfutterpflanze für die erst 2018 als eigenständige Schwärmerart eingeordnete Diervilla Clearwing (Hemaris aethra).

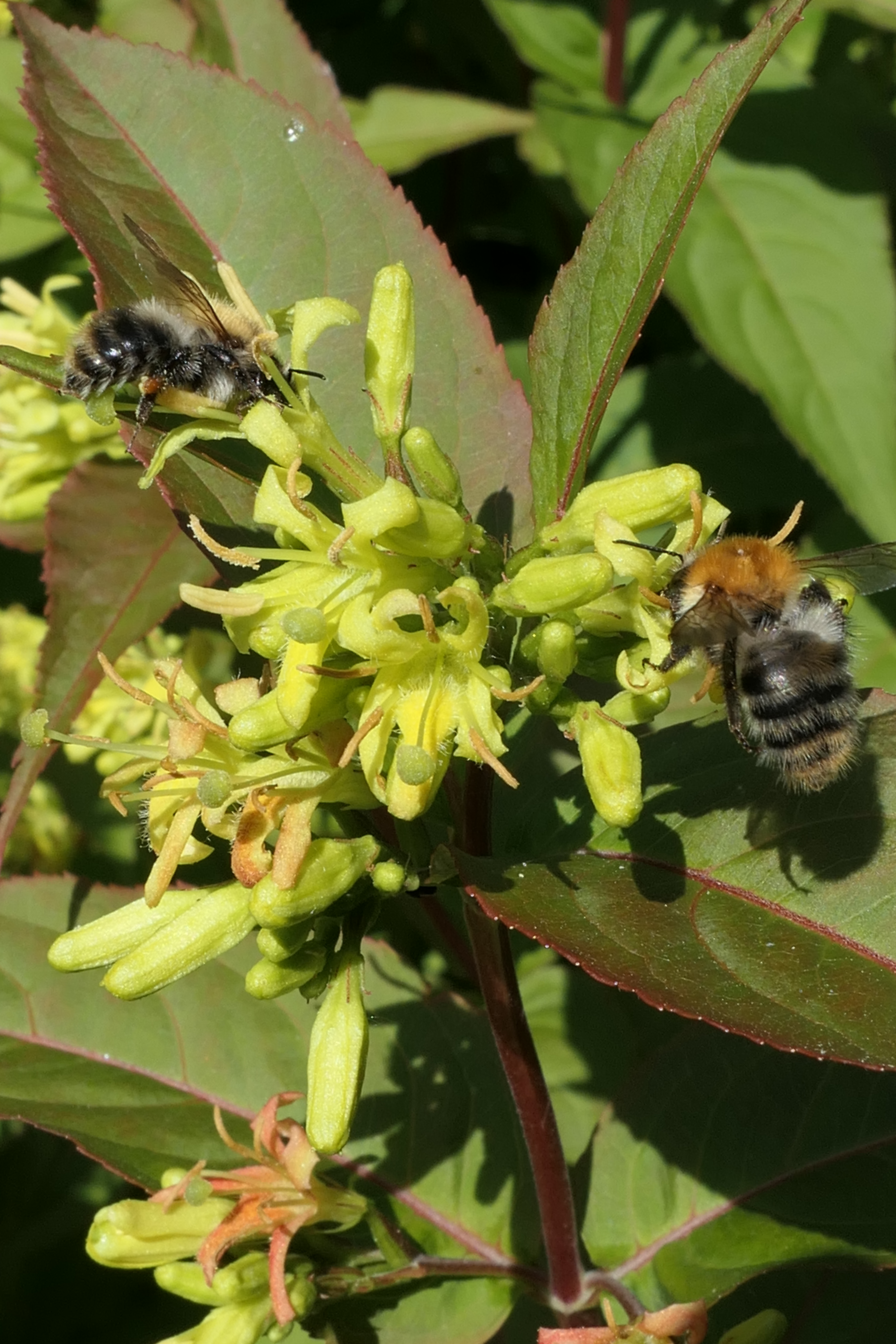
Wildbiene und Hummel
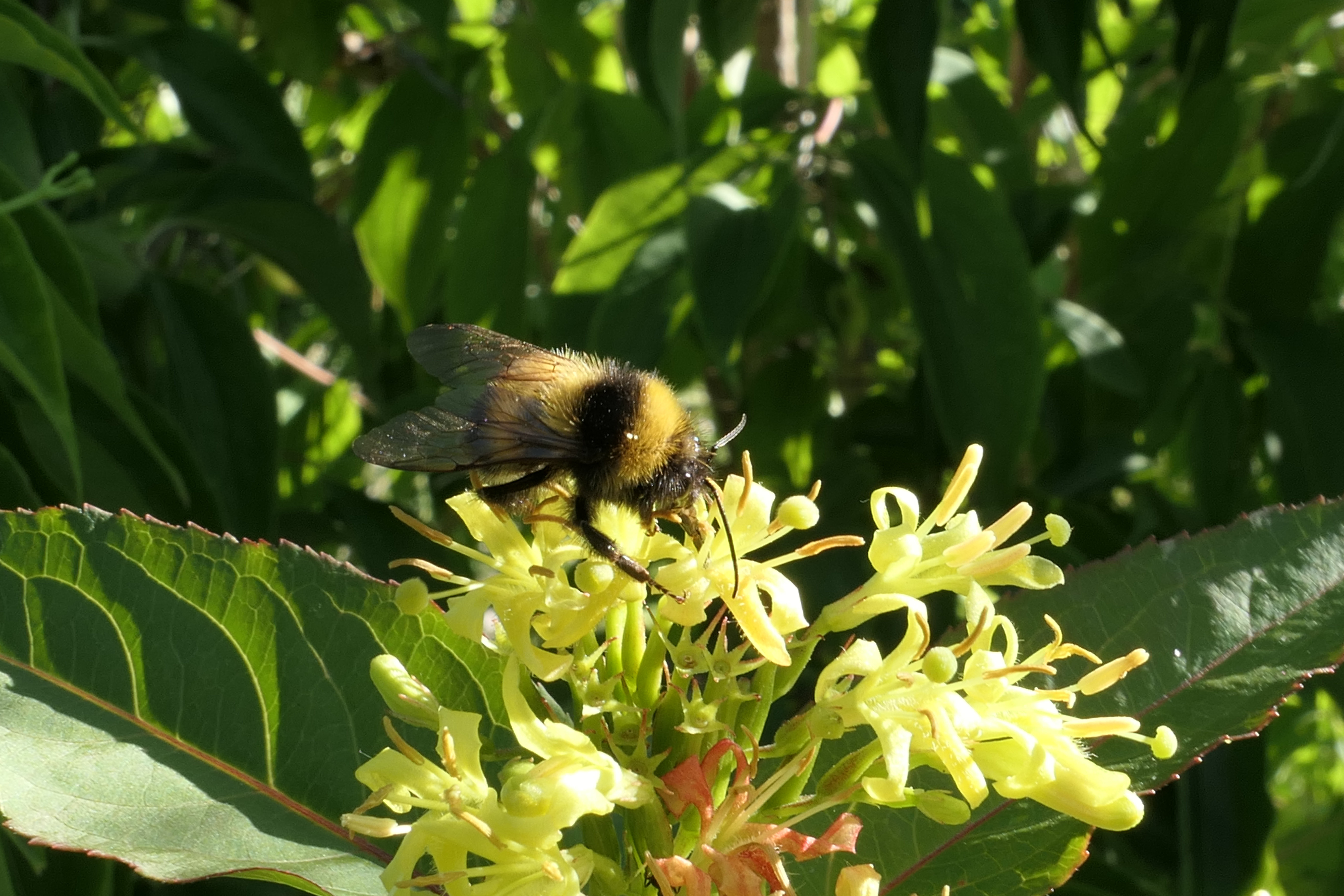
Gartenhummel
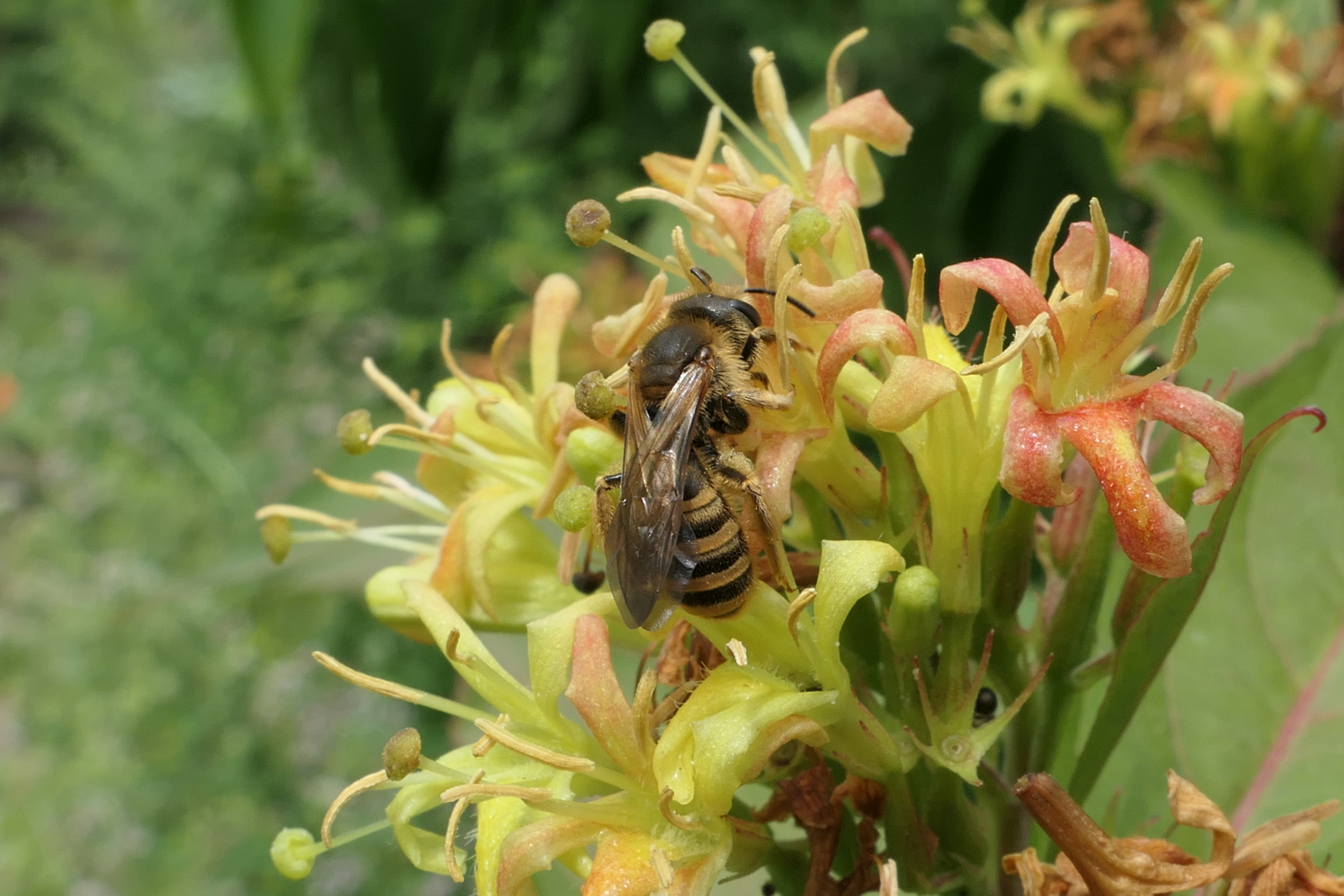
Wildbiene
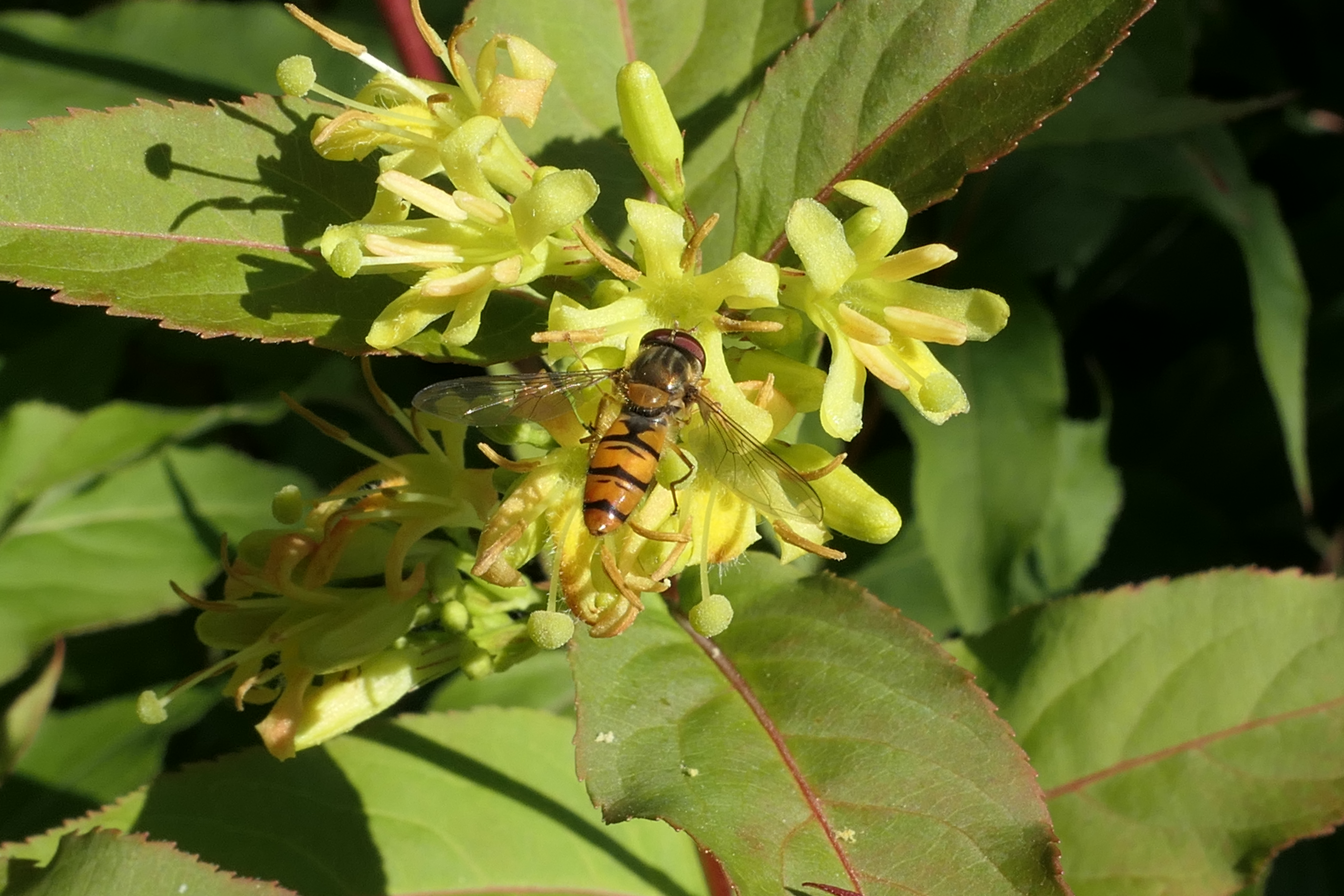
Hainschwebfliege
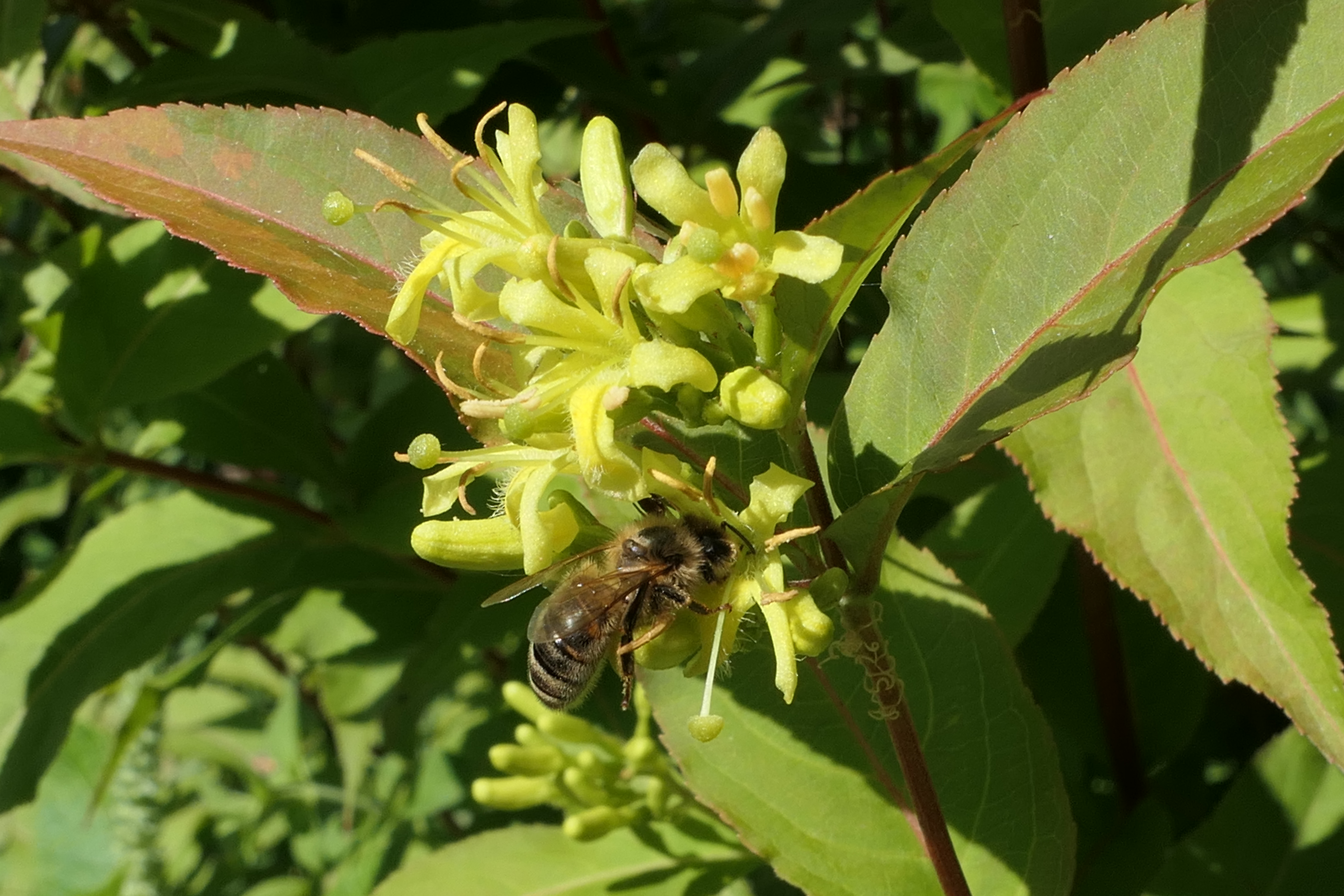
Honigbiene

Beim Einsatz von Diervilla-Wildsträuchern oder -Cultivaren in Gärten und Grünanlagen in Mitteleuropa ist vor allen Dingen ihr Wert als Pollen- und Nektarspender für die Insektenwelt und die nachfolgende Nahrungskette von Bedeutung. Die Blüten sind besonders begehrt bei mittellang- und langrüsseligen Hummel- und anderen Wildbienen-Arten wie z. B. Pelzbienen. Honigbienen mit ihrer Rüssellänge von 6,3 bis 6,7 mm sind dagegen an Diervilla-Blüten nur selten anzutreffen, zumal einzelne Diervilla-Solitäre nicht der bevorzugten Nahrungssuchstrategie von Honigbienen mit Fokus auf größere, ergiebige Trachtquellen entsprechen. Wenn offensichtlich attraktivere Nahrungsquellen wie z. B. Lavendel oder Oregano in der Nähe blühen, zeigen (zumindest tagaktive) Schmetterlinge wenig Interesse an Diervilla-Blüten; regelmäßige Besucher sind dagegen verschiedene Schwebfliegen-Arten.

## Verwendungen

### Indigene Verwendung
Die irokesischen Ureinwohner (Eigenbezeichnung Haudenosaunee) und mehrere andere indianische Gruppen verwendeten Diervilla lonicera als Heilkraut zur Stärkung der Blut- und Harnfunktionen, als Diuretikum und Abführmittel. Die Pflanze ist auch heute noch in der Liste der in Québec heimischen medizinischen Gefäßpflanzen verzeichnet. Über die von den Ureinwohnern bekannte Nutzung hinaus wird dabei auch eine offenbar ophthalmische Wirkung der Wurzeln sowie eine narkotische Wirkung der Blätter angegeben.

### Verwendungen als Erosionsschutz und klimawandeltolerante Flächenbegrünung
In zunehmendem Maß werden heute geeignete Bodendecker-Pflanzen für Anwendungen benötigt, die erhöhten Anforderungen bei Flächenbegrünungen und Unterpflanzungen genügen müssen:
- stadtklimafest und kimawandeltolerant
- „überschaubare“ Wuchshöhe (für gute Sichtbeziehungen zwischen verschiedenen Verkehrsteilnehmern)
- biodiversitätsförderlich
- gute Durchwurzelung des Bodens für
  - Erosionsschutz, insbesondere Schutz vor Ausspülungen bei Starkregen)
  - gutes Versickerungsvermögen (Schwammstadt)
  - schwieriges Terrain, z. B. stärkere Hangneigungen (Vermeidung/Rückbau von Flächenversiegelungen)

Diese erhöhten Anforderungen gelten z. B. für Flächen in Grünanlagen, Trenn- und Nebenflächen im Verkehrsraum (Mittelinseln, Grünstreifen bzw. Seitentrennstreifen) oder auch auf Betriebsgeländen. Diervilla-Wild- und -Zuchtsträucher erfüllen diese Anforderungen in hohem Maße und sind daher vielfach in entsprechenden Empfehlungslisten aufgeführt. Im nordamerikanischen Raum sind sie für solche Anwendungen etabliert, in Europa dagegen noch weitgehend ungebräuchlich.

### Ornamentale Verwendungen
Die verschiedenen Diervilla-Zuchtsorten entfalten mit ihren sich im Jahresverlauf ändernden Laubfarben im Zusammenspiel mit ihrer Blüte ein lebendiges Farbenspiel. Allein schon durch gezielte Kombinationen verschiedenfarbiger Diervilla-Sorten und erst recht durch Kombination mit anderen dekorativen Pflanzen lassen sich damit pflegeleichte ornamentale Gestaltungen von Blumenrabatten z. B. in Parks realisieren. Dadurch können aufwändige Saisonbepflanzungen von Blumenbeeten ersetzt werden durch nachhaltige mehrjährige Bepflanzungen. In gleicher Weise können damit auch bisher rein zweckorientierte, monotone Flächenbegrünungen zu dekorativen Augenweiden mit Biodiversitätsmehrwert weiterentwickelt werden. Nennenswerte gärtnerische Praxiserfahrungen dazu liegen aber noch nicht vor.

### Biodiversitätsorientierte gärtnerische Verwendung
Kommunen, Umweltbehörden und Naturschutzverbände appellieren immer wieder an Gartenbesitzer, ihre Gärten naturnäher zu gestalten und zu bepflanzen, um sie damit zu kleinen ökologischen Trittsteinen im Siedlungsraum zu entwickeln, die im Verbund mit anderen nahegelegenen Biotopen durchaus eine artenschutzförderliche Wirkung entfalten können. Dabei wird in der Regel der Einsatz heimischer Wildsträucher propagiert, die aber u. a. mit ihrem Erscheinungsbild (Dornenbesatz, Habitus, Wuchsstärke) bei drei von fünf soziokulturellen Gärtnertypen auf wenig bis keine Akzeptanz stoßen.
Die Diervilla-Sträucher kombinieren ihren ökologischen Wert mit einem attraktiven Erscheinungsbild und einer gärtnerischen Pflegeleichtigkeit. Sie sind bislang im deutschsprachigen Raum für den gärtnerischen Einsatz in privaten und öffentlichen Gärten sehr wenig bekannt und eingesetzt und haben damit zusätzlich den Charakter des Außergewöhnlichen. Mit diesen Eigenschaften können sie allen fünf soziokulturellen Gärtnertypen gerecht werden. Zusammen mit einigen weiteren Pflanzenarten mit ähnlichen Eigenschaftsprofilen wie z. B. der Kalifornischen Heckenkirsche und dem Sieben-Söhne-des-Himmels-Strauch können sie als „Türöffner“-Gehölz helfen, die bisherige Akzeptanzbarriere und Stagnation bei den Bemühungen zu insektenfreundlicherer Gartengestaltung zu überwinden.